# سلاطین خیابان
سلاطین خیابان (به انگلیسی: Street Kings) فیلمی آمریکایی در ژانر اکشن جنایی محصول سال ۲۰۰۸، به کارگردانی دیوید آیر و نویسندگی جیمز الروی، کرت ویمر و جیمی موس است. در این فیلم بازیگرانی همچون کیانو ریوز، فارست ویتاکر، هیو لوری، کریس ایوانز، آمائوری نولاسکو، کامن، گیم و تری کروس ایفای نقش کرده‌اند.

## داستان فیلم
این فیلم درباره تام لودلا (با بازی کیانو ریوز)، افسر کارآزموده اداره پلیس لس‌آنجلس است که پس از مرگ همسرش زندگی برای او بسیار سخت شده‌است. هنگامی که شواهدی پلیسی او را متهم به قتل یکی از همکارانش می‌کند، مجبور می‌شود برخلاف قوانین پلیس که بخشی از حرفه او بود رفتار کند...